# خوزه لاردوت گومز
خوزه لاردوت گومز عضو تیم ملی مشتزنی کوبا است.

## سابقه ورزشی
او قهرمان جوانان جهان در سالهای ۲۰۰۸ و ۲۰۰۹ می‌باشد. در سال ۲۰۰۹ میالدی به عنوان بهترین مشتزن آماتور کوبا دست یافت. همچنین در المپیک نوجوانان سنگاپور حضور داشت.